# Stephan Löffler
Stephan Löffler (* 12. November 1877 in Steinau (Schlesien); † 22. Oktober 1929 in Berlin) war ein deutscher Maschinenbauingenieur, Konstrukteur und Hochschullehrer.

## Leben
Löffler absolvierte 1900 das Studium für Maschinenbau an der Eidgenössischen Technischen Hochschule in Zürich, war dann dort Assistent bei Aurel Stodola und promovierte 1901 an der Universität Zürich zum Dr. phil. Von 1901 bis 1903 folgte eine Assistentenzeit bei Otto Kammerer an der Technischen Hochschule in Charlottenburg. Ab 1903 verbrachte er eine fünfjährige praktische Tätigkeit als Chefkonstrukteur für Gas- und Fördermaschinen bei den Witkowitzer Eisenwerken und als Oberingenieur an der Schiffswerft Ansaldo in Genua. 
1908 kehrte er als Assistent von Alois Riedler an die TH Charlottenburg zurück. Hier erbaute er 1909 die erste Versuchsanstalt für Kraftfahrzeuge, verbunden mit einem Rollenprüfstand für Kraftwagen, über dessen Theorie er 1912 seine Habilitationsschrift veröffentlichte. 1914 beteiligte er sich an der Konstruktion einer Versuchsanlage zur Gewinnung von Benzin aus Schwerölen und Kohle (nach F. Bergius). 
1918 wurde er zum Titular-Professor und 1919 zum Honorarprofessor für rotierende Arbeitsmaschinen und Ölmaschinen an der TH Charlottenburg ernannt. Speziell beschäftigte er sich nunmehr mit der Hochdruckdampferzeugung und entwickelte 1923 eine Methode der Dampferzeugung im Umwälzverfahren, die in der Erfindung des Löffler-Hochdruckkessels und der Löffler-Hochdrucklokomotive ihren Niederschlag fand. Letztere wurde in einem Exemplar als DR H 02 1001 gebaut und in den Jahren 1929 bis 1934 bei der Deutschen Reichsbahn ausgiebig erprobt, aber aufgrund auf Dauer nicht beherrschbarer technischer Probleme nicht in den regulären Bestand übernommen.
Er war verheiratet mit Jenny von Böhmer. 
Stephan Löffler starb 1929 im Alter von 51 Jahren in Berlin und wurde auf dem Alten St.-Matthäus-Kirchhof in Berlin-Schöneberg beigesetzt. Im Zuge der von den Nationalsozialisten 1938/1939 durchgeführten Einebnungen auf dem Friedhof wurden Löfflers sterbliche Überreste auf den Südwestkirchhof Stahnsdorf bei Berlin umgebettet.

## Schriften
- Über den Einfluß der Magnetisierung auf die Torsionselastizität des Eisens. Dissertation. Zürich 1901.
- Mechanische Triebwerke und Bremsen. Habilitationsschrift. Berlin 1912.
- mit Alois Riedler: Ölmaschinen. Wissenschaftliche und praktische Grundlagen für Bau und Betrieb von Verbrennungsmaschinen. Berlin 1916.
- Theorie und Wirklichkeit bei Triebwerken und Bremsen. München 1919.
- mit Alois Riedler: Reibungstriebwerke und ihre Missdeutung durch Theoretiker. München 1921.
- The Age of High-Pressure-Steam. Berlin 1928.
- Neuzeitliche Probleme der Hochdruckdampftechnik. In: E. Honegger: Festschrift A. Stodola zum 70. Geburtstag. 1929, S. 372–380.